# Baauer
Harry Bauer Rodrigues (n. Pennsylvania, EE. UU., 30 de abril de 1989), conocido por su nombre artístico Baauer, es un productor estadounidense de música trap y bass. Él ha estado en su mayoría haciendo música EDM. Produjo una pista con el nombre de Captain Harry, que fue usado por Kissy Sell Out en BBC Radio 1. Sus influencias incluyen el hip-hop y el dance. Baauer ha producido remixes para Nero, The Prodigy, Flosstradamus y No Doubt.
Alcanzó la fama internacional debido al éxito viral en que se convirtió su tema «Harlem Shake». Este mismo llegó al número uno del Hot 100 Chart de Billboard.
En la edición de 2021 fue nominado al premio Grammy al mejor álbum dance o electrónico por "Planet's Mad".

## Carrera musical

### 2010–presente:Harlem Shake
Baauer firmó con el sello discográfico LuckyMe en agosto de 2012 e hizo su debut con tres pistas de 12 pulgadas EP Dum Dum.
El sencillo "Harlem Shake" de Baauer fue lanzado en Mad Decent/Jeffrees el 22 de mayo de 2012. La canción recibió elogios de la crítica con Pitchfork, afirmando que "es difícil no maravillarse ante lo maravilloso de las muestras de sonido de un león gruñendo". "Harlem Shake" creó una moda de vídeo viral en línea, inspirando en fanes a subir sus propios videos por el éxito a partir de febrero de 2013, a menudo con los involucrados tranquilos en la primera parte de la canción, y después bailando de forma errática o con humor.
Baauer ha colaborado con el superproductor de hip-hop, Just Blaze, en la pista "Higher". Ambos productores viajaron juntos a lo largo de enero y febrero de 2013. Estuvo trabajando en un EP que presentó en la discográfica LuckyMe en 2013.
En 2022, Baauer presentó el sencillo «Let Me Love U», marcando su regreso tras el lanzamiento de su álbum Planet’s Mad en 2020. Este trabajo dio inicio a una nueva etapa creativa bajo el concepto de «Bauhaus», caracterizada por una mayor experimentación sonora. A lo largo de 2023 y 2024, lanzó varios sencillos que reflejan una fusión de géneros como el trap, el UK garage, la música experimental y elementos del club music contemporáneo. Algunos de los temas publicados durante este periodo incluyen «Can I Say», «<3<3<3», «Nothing’s Ever Real», «All My Ladies» y «Fueled By Yogurt».
Paralelamente, Baauer ha mantenido una activa presencia digital, especialmente en TikTok, donde ha compartido adelantos de nueva música, procesos creativos y clips visuales vinculados a sus lanzamientos más recientes.